# Fjällmyrtjärnen
Fjällmyrtjärnen är en sjö i Bollnäs kommun i Hälsingland och ingår i Ljusnans huvudavrinningsområde. Sjön är 8,3 meter djup och är belägen 127 meter över havet.